# Campeonato Mundial de Tenis de Mesa de 2023
El LVII Campeonato Mundial de Tenis de Mesa se celebró en Durban (Sudáfrica) entre el 20 y el 28 de mayo de 2023 bajo la organización de la Federación Internacional de Tenis de Mesa (ITTF) y la Federación Sudafricana de Tenis de Mesa.
Las competiciones se realizaron en el Centro Internacional de Conferencias de la ciudad sudafricana.

## Calendario
| P | Preliminares | ⅛ | Octavos de final | ¼ | Cuartos de final | ½ | Semifinales | F | Finales |

| Mayo de 2023         | 20 Sáb | 21 Dom | 22 Lun | 23 Mar | 24 Mié | 25 Jue | 26 Vie | 27 Sáb | 28 Dom |
| -------------------- | ------ | ------ | ------ | ------ | ------ | ------ | ------ | ------ | ------ |
| Individual masculino | P      | P      | P      | P      | P      | ⅛      | ¼      | ½      | F      |
| Dobles masculino     | P      | P      | P      | P      | ⅛      | ¼      | ½      | F      | —      |
| Individual femenino  | P      | P      | P      | P      | P      | ⅛      | ¼      | ½      | F      |
| Dobles femenino      | P      | P      | P      | P      | ⅛      | ¼      | ½      | F      | —      |
| Dobles mixto         | P      | P      | P      | ⅛      | ¼      | ½      | F      | —      | —      |

## Medallistas

### Masculino
| Evento             | Oro                            | Plata                                    | Bronce                                                                                        |
| ------------------ | ------------------------------ | ---------------------------------------- | --------------------------------------------------------------------------------------------- |
| Individual (28.05) | Fan Zhendong China             | Wang Chuqin China                        | Ma Long China Liang Jingkun China                                                             |
| Dobles (27.05)     | Fan Zhendong Wang Chuqin China | Jang Woo-Jin Lim Jong-Hoon Corea del Sur | Cho Dae-Seong · Lee Sang-Su · Corea del Sur Dimitrij Ovtcharov · Patrick Franziska · Alemania |

### Femenino
| Evento             | Oro                       | Plata                                 | Bronce                                                        |
| ------------------ | ------------------------- | ------------------------------------- | ------------------------------------------------------------- |
| Individual (28.05) | Sun Yingsha China         | Chen Meng China                       | Hina Hayata Japón Chen Xingtong China                         |
| Dobles (27.05)     | Chen Meng Wang Yidi China | Jeon Ji-Hee Shin Yu-Bin Corea del Sur | Sun Yingsha Wang Manyu China Miyuu Kihara Miyu Nagasaki Japón |

### Mixto
| Evento         | Oro                           | Plata                               | Bronce                                                          |
| -------------- | ----------------------------- | ----------------------------------- | --------------------------------------------------------------- |
| Dobles (26.05) | Wang Chuqin Sun Yingsha China | Tomokazu Harimoto Hina Hayata Japón | Wong Chun Ting Doo Hoi Kem Hong Kong Lin Shidong Kuai Man China |

## Medallero
| Núm. | País          | Oro | Plata | Bronce | Total |
| ---- | ------------- | --- | ----- | ------ | ----- |
| 1    | China         | 5   | 2     | 5      | 12    |
| 2    | Corea del Sur | 0   | 2     | 1      | 3     |
| 3    | Japón         | 0   | 1     | 2      | 3     |
| 4    | Alemania      | 0   | 0     | 1      | 1     |
| 4    | Hong Kong     | 0   | 0     | 1      | 1     |
|      | TOTAL         | 5   | 5     | 10     | 20    |